# Wilfried Röhrich

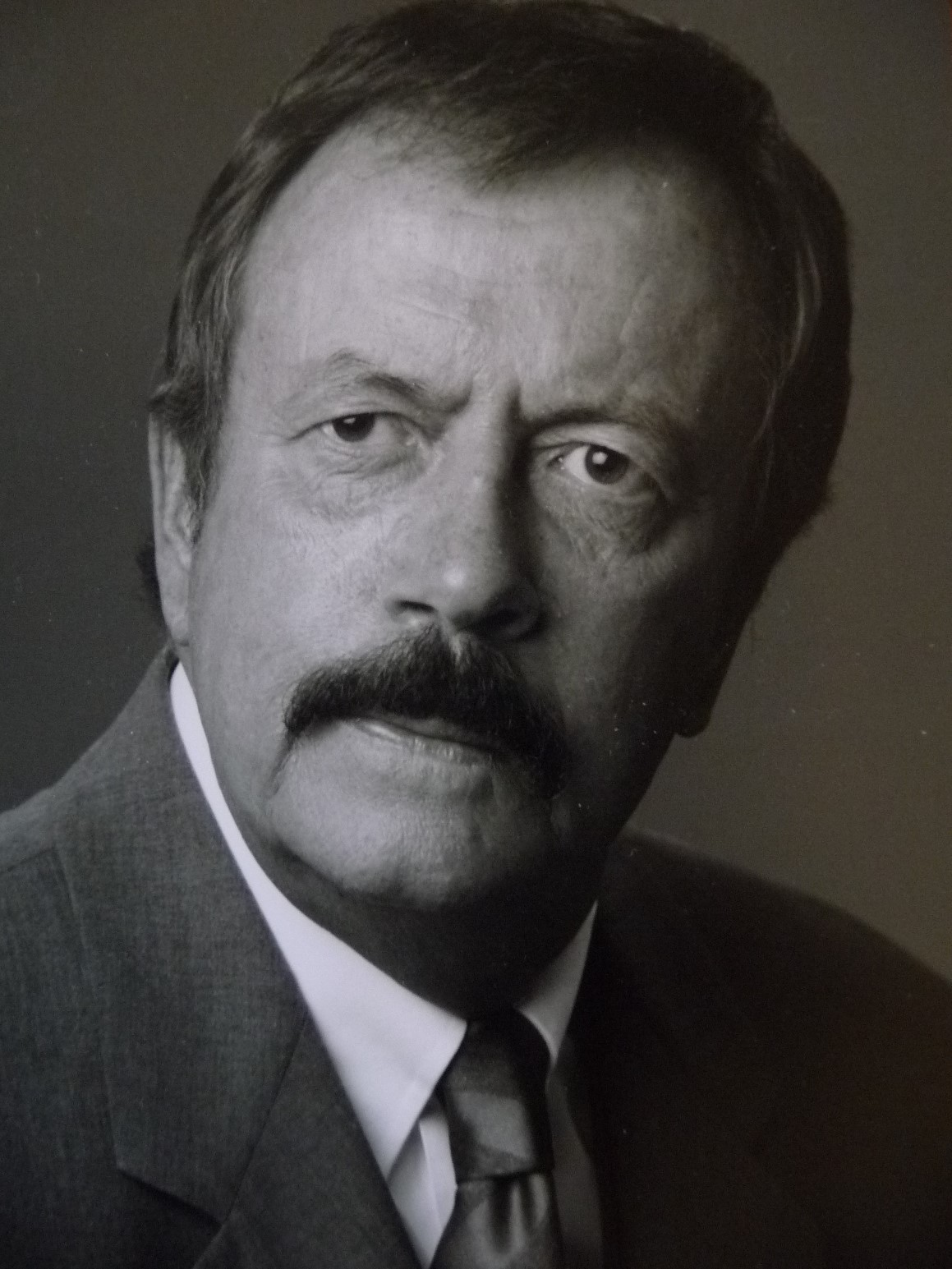
Wilfried Röhrich (2006)

Wilfried Röhrich (* 24. Dezember 1936 in Darmstadt; † 3. Oktober 2024 in Kiel) war ein deutscher Politikwissenschaftler und Professor der Christian-Albrechts-Universität zu Kiel (CAU).

## Akademischer Werdegang
Röhrich studierte ab 1957 Politikwissenschaft, Soziologie und Philosophie an der Johann Wolfgang Goethe-Universität Frankfurt am Main, ein Studiensemester verbrachte er am Otto-Suhr-Institut (OSI) der Freien Universität Berlin. Am OSI lernte er Otto Heinrich von der Gablentz kennen. Sein akademischer Lehrer und späterer Doktorvater in Frankfurt war Carlo Schmid. Im Nebenfach studierte er bei Max Horkheimer und Theodor W. Adorno. Während des Studiums war er von 1962 bis 1964 wissenschaftlicher Mitarbeiter des Politikwissenschaftlers Thomas Ellwein und des Verfassungsrichters Erwin Stein. 1964 verbrachte Röhrich mit einem Forschungsauftrag des Instituts für Sozialforschung vier Monate in den Vereinigten Staaten, wo er an der University of Chicago Gespräche mit Leo Strauss über Baruch de Spinoza führte, was ihn zum Thema seiner Dissertationsschrift inspirierte. Die Promotion erfolgte 1964 in Frankfurt, Titel der Dissertationsschrift war: Zur politischen Philosophie Spinozas. Eine überarbeitete Fassung davon erschien 1969 als Der Staat der Freiheit. Zur politischen Philosophie Spinozas.
Nach der Promotion wechselte Röhrich 1964 auf eine Assistentenstelle zum Professor für Wissenschaft und Geschichte der Politik, Michael Freund, an die CAU in Kiel. Seit 1966 betrieb er bei Freund, unterstützt durch ein Stipendium der Deutschen Forschungsgemeinschaft, seine Habilitation, die 1970 an der Wirtschafts- und Sozialwissenschaftlichen Fakultät erfolgte. Seine Habilitationsschrift trägt den Titel Robert Michels. Vom sozialistisch-syndikalistischen zum faschistischen Credo, eine gekürzte Fassung davon kam 1972 als Buch heraus. Mit Abschluss der Habilitation wurde Röhrich Privatdozent an der CAU und 1973 außerplanmäßiger Professor. Nach bürokratischen Verzögerungen des Berufungsverfahrens im schleswig-holsteinischen Kultusministerium wurde er auf Entscheid des Oberlandesgerichts Schleswig zum planmäßigen Professor auf einer neugeschaffenen C3-Stelle ernannt. Seither war er, im Wechsel mit seinem Fachkollegen Werner Kaltefleiter, Direktor des Instituts für Politikwissenschaft. 2001 wurde er emeritiert.
Röhrich starb im Alter von 87 Jahren und ist auf dem Alten Friedhof in Darmstadt begraben.

## Dauerkonflikt am Institut für Politische Wissenschaften
Während Röhrich Privatdozent an der CAU war, wurde Werner Kaltefleiter 1971 als Nachfolger Michael Freunds als Ordinarius für Politikwissenschaft berufen. Spätestens mit der Ernennung Röhrichs zum planmäßigen Professor 1979 endete die alleinige Führungsrolle Kaltefleiters am Institut, ein fast zwanzigjähriger Konflikt zwischen den beiden Professoren begann.
Kaltefleiter, in der Tradition der Kölner Schule der Politikwissenschaft stehend, unterschied sich von Röhrich in den methodischen, theoretischen und auch politischen Positionen erheblich. Bis 1974 war er neben seiner Kieler Lehrtätigkeit Leiter des Sozialwissenschaftlichen Instituts der Konrad-Adenauer-Stiftung und arbeitete dort insbesondere zur angewandten Wahl- und Medienforschung, wozu auch die Beratung des CDU-Bundesvorstandes gehörte. 1980 kandidierte er für ein Bundestagsdirektmandat im Kreis Rendsburg-Eckernförde, unterlag jedoch Heide Simonis (SPD).
Die zwei Hochschullehrer kooperierten in der Lehre nicht, sondern deckten mit ihren Veranstaltungen jeweils alle Teilbereiche der Politikwissenschaft ab. Kaltefleiter sorgte dafür, dass seine Lehrveranstaltungen im Vorlesungsverzeichnis unter der Überschrift Empirisch-strukturelle Richtung angekündigt wurden und die Röhrichs unter Historisch-dialektische Richtung. Im Wintersemester 1993/94 eskalierte der Konflikt, als Kaltefleiter über Aushänge bekannt machte, dass er für Examensprüfungen die Leistungsnachweise (Scheine) Röhrichs nicht mehr anerkennen würde. Der AStA der CAU riet daraufhin vom Politologie-Studium in Kiel ab. Der Vorgang erregte bundesweite Aufmerksamkeit und wurde in einem Zeit-Kommentar von Susanne Gaschke ironisch als Hahnenkampf bezeichnet. Nach Protesten des Dekans ließ Kaltefleiter den Aushang nach erheblichen Verzögerungen entfernen, gab aber bekannt, dass er Studierende, die Röhrich-Veranstaltungen besucht hätten, bei ihrer Stellensuche kaum unterstützen werde.
Der Konflikt endete erst mit dem frühen Tod Kaltefleiters im März 1998.

## Forschungs- und Publikationsinteressen
Laut Michael Take, Herausgeber einer Festschrift für Röhrich, war der ein Wissenschaftler, „der eine fachliche Spezialisierung zu vermeiden verstand, indem er sich immer wieder neuen Problemfeldern der Politikwissenschaft zuwandte“. Insgesamt könne Röhrich auf eine ungewöhnlich vielseitige
Publikationstätigkeit zurückblicken. 2000 sei mit Herrschaft und Emanzipation. Prolegomena einer kritischen Politikwissenschaft eine „Art Summa“ seines in vielen Jahren erarbeiteten Verständnisses der Politikwissenschaft erschienen. Neben der Themenbreite, so Carsten Schlüter-Knauer, ebenfalls Herausgeber einer Festschrift, habe Röhrich besonders zu den Denkern der Politik, politischen Bewegungen wie dem revolutionären Syndikalismus, dem italienischen Nationalismus und Faschismus, der Politik und Ökonomie der Weltgesellschaft sowie (später) der Weltinnenpolitik geforscht. In den 1990er-Jahren wandte er sich verstärkt der Friedensforschung zu.

## Sonstiges Engagement
Ab 1980 gehörte Röhrich dem Ständigen Ausschuss für Lehre und Studienreform beim Vorstand der Deutschen Vereinigung für Politische Wissenschaft (DVPW) an. Dort wurden Empfehlungen für die künftige Studienstruktur und die Aufteilung des Faches in die Teilbereiche Politische Theorie und Ideenlehre, Regierungs- bzw. Systemlehre, Internationale Beziehungen und Vergleichende Regierungslehre erarbeitet.

Siegel der CAU

Von 1980 bis 1990 amtierte Röhrich als Vizepräsident der Ferdinand-Tönnies-Gesellschaft (FTG) und gab seit 1982 deren Schriftenreihe Beiträge zur Sozialforschung heraus.
1989 war er Mitbegründer der Pax-Professoren-Gruppe linksliberaler Wissenschaftler unterschiedlicher Disziplinen, die sich unter dem Motto Pax optima rerum (Frieden ist das höchste Gut), dem Sinnspruch im Siegel der CAU, versammelten. Röhrich organisierte, teilweise in Zusammenarbeit mit Dieter S. Lutz vom Institut für Friedensforschung und Sicherheitspolitik an der Universität Hamburg Ringvorlesungen mit Friedensforschern und Politikern. Dazu gehörten Carl Friedrich von Weizsäcker, Johan Galtung und Egon Bahr. Außerdem führte er von 1991 bis 1994 ein von der DFG gefördertes Forschungsprojekt zur Weltinnenpolitik durch und richtete 1992 an der CAU in Zusammenarbeit mit Lutz eine gleichnamige Forschungsstelle am Institut ein.

## Schriften (Auswahl)
- Der Staat der Freiheit. Zur politischen Philosophie Spinozas. Joseph Melzer Verlag, Darmstadt 1969 (überarbeitete Fassung der Dissertationsschrift von 1964).
- Robert Michels. Vom sozialistisch-syndikalistischen zum faschistischen Credo, Duncker & Humblot, Berlin 1972, ISBN 978-3-428-02610-4 (gekürzte Fassung der Habilitationsschrift von 1970).
- (mit Siegfried Wollseifen): Sozialvertrag und bürgerliche Emanzipation. Von Hobbes bis Hegel (= Erträge der Forschung, Bd. 13). Wissenschaftliche Buchgesellschaft, Darmstadt 1972, ISBN 3-534-05370-2 (2. Aufl. 1983).
- (Hrsg.): Demokratische Elitenherrschaft. Traditionsbestände eines sozialwissenschaftlichen Problems (= Wege der Forschung, Bd. 239). Wissenschaftliche Buchgesellschaft, Darmstadt 1975, ISBN 3-534-04643-9.
- Bürgerliche Herrschaft heute. Formen und Fakten (= Schriftenreihe der Akademie Sankelmark, N.F. Bd. 29). Sankelmark 1976.
- Imperialismus. Zur Empirie eines Begriffs (= Schriftenreihe der Akademie Sankelmark, N.F. Bd. 32). Sankelmark 1976.
- Gesellschaftssysteme und internationale Politik. Sozialökonomische Grundrisse. Kohlhammer, Stuttgart 1976, ISBN 3-17-002767-0.
- Revolutionärer Syndikalismus. Ein Beitrag zur Sozialgeschichte der Arbeiterbewegung (= Impulse der Forschung, Bd. 23). Wissenschaftliche Buchgesellschaft, Darmstadt 1977, ISBN 3-534-07342-8.
- Politische Soziologie. Kohlhammer (Urban-Taschenbuch), Stuttgart/Berlin/Köln/Mainz 1977, ISBN 978-3-17-002949-1.
- Politik als Wissenschaft. Eine Einführung. Deutscher Taschenbuch-Verlag, München 1978, ISBN 978-3-423-04321-2.
- Sozialgeschichte politischer Ideen. Die bürgerliche Gesellschaft. Rowohlt (Rowohlts deutsche Enzyklopädie), Reinbek 1979, ISBN 978-3-499-55392-9.
- Marx und die materialistische Staatstheorie. Ein Überblick. Wissenschaftliche Buchgesellschaft, Darmstadt 1980, ISBN 3-534-07324-X.
- (Hrsg.): Vom Gastarbeiter zum Bürger. Ausländer in der Bundesrepublik Deutschland (= Beiträge zur Sozialforschung, Bd. 2). Duncker & Humblot, Berlin 1982, ISBN 3-428-05070-3.
- Die repräsentative Demokratie. Ideen und Interessen. Westdeutscher Verlag, Opladen 1981, ISBN 978-3-531-21525-9.
- Die verspätete Demokratie. Zur politischen Kultur der Bundesrepublik Deutschland. Diederichs, Köln 1983, ISBN 978-3-424-00769-5.
- Politik und Ökonomie der Weltgesellschaft. Das internationale System. Unter Mitwirkung von Karl Georg Zinn, Westdeutscher Verlag, Opladen 1983, ISBN 978-3-531-22129-8.
- (Hrsg.): Gesellschaftssysteme der Gegenwart. Politökonomische Systemanalyse im internationalen Kontext. Westdeutscher Verlag, Opladen 1986, ISBN 3-531-22140-X.
- Politik als Wissenschaft. Ein Überblick. Unter Mitwirkung von Wolf-Dieter Narr, Westdeutscher Verlag, Opladen 1986, ISBN 978-3-531-22141-0.
- (Hrsg.): Aspekte der Kritischen Theorie (= Beiträge zur Sozialforschung, Bd. 3). Duncker & Humblot, Berlin 1987, ISBN 3-428-06225-6.
- Die Demokratie der Westdeutschen. Geschichte und politisches Klima einer Republik. Beck, München 1988, ISBN 978-3-406-32982-1.
- Denker der Politik. Zur Ideengeschichte der bürgerlichen Gesellschaft. Westdeutscher Verlag, Opladen 1989, ISBN 978-3-531-22155-7 (2. Aufl. u. d. T.: Politische Theorien der bürgerlichen Gesellschaft. Von Hobbes bis Horkheimer. Springer, Wiesbaden 2013, ISBN 978-3-658-01615-9).
- (mit Johan Galtung u. Dieter S. Lutz): Überleben durch Partnerschaft. Gedanken über eine friedliche Welt (= Kieler Beiträge zur Politik und Sozialwissenschaft, Bd. 1). Leske + Budrich, Opladen 1990, ISBN 3-8100-0796-X.
- (mit Björn Engholm): Ethik und Politik heute. Verantwortliches Handeln in der technisch-industriellen Welt (= Kieler Beiträge zur Politik und Sozialwissenschaft, Bd. 2). Leske + Budrich, Opladen 1990, ISBN 3-8100-0871-0.
- Eliten und das Ethos der Demokratie. Beck, München 1991, ISBN 978-3-406-34049-9.
- Die politischen Systeme der Welt. Beck, München 1999, ISBN 978-3-406-44728-0 (bis zur 6. Auflage, 2017, ISBN 978-3-406-71579-2).
- Herrschaft und Emanzipation. Prolegomena einer kritischen Politikwissenschaft. Duncker und Humblot, Berlin 2001, ISBN 978-3-428-09768-5.
- Die USA und der Rest der Welt. Ein kritischer Essay. LIT, Münster 2002, ISBN 978-3-8258-6273-2.
- Die Macht der Religionen. Glaubenskonflikte in der Weltpolitik. Beck, München 2004, ISBN 978-3-406-51090-8 (2. Auflage, 2006, ISBN 978-3-406-51090-8).
- Rückkehr der Kulturen. Die neuen Mächte in der Weltpolitik. Nomos, Baden-Baden 2006, ISBN 978-3-8329-4875-7.
- Die Politisierung des Islam. Islamismus und Dschihadismus. Springer VS, Wiesbaden 2015, ISBN 978-3-658-08940-5.
- Fronten des Dschihadismus. Der islamische Staat, al-Qaida und der Syrien-Konflikt. LIT, Berlin/Münster 2016, ISBN 978-3-643-13503-2.
- Konflikte des Glaubens: Judentum – Christentum – Islam. LIT, Berlin/Münster 2017, ISBN 978-3-643-13780-7.
- Karl Marx und seine Staatstheorie. Zum 200. Geburtstag des Philosophen Springer VS, Wiesbaden 2018, ISBN 978-3-658-21481-4.
- Macht und Herrschaft. Die politische Klasse, Eliten und die Autokraten. LIT, Berlin/Münster 2019, ISBN 978-3-643-14180-4.
- Theorien der Herrschaft. Politische Denker von Machiavelli bis Adorno. LIT, Berlin/Münster 2020, ISBN 978-3-643-14753-0.